# Assassin's Creed: Pirates
Assassin's Creed: Pirates je hra pro smartphone a tablety ze série Assassin's Creed. Hru vyvinula společnost Ubisoft Entertainment a na trh vyšla 5. prosince 2013. Hra vypráví příběh piráta jménem Alonzo Batilla. Děj se odehrává v 18. století stejně jako AC:Black Flag. Děj hry je zaměřen především na lodní souboje.

## Vývoj
Vývoj hry byl oznámen 10. září 2013, kdy vyšel ke hře i trailer. Na trh byla hra uvedená 5. prosince 2013 a 4. září 2014 se stala free-to-play hrou.

## Děj
Hlavní postavou je pirát Alonzo Batilla, držitel klíče k naleznutí pokladu francouzského piráta La Buse.